# Klaus Puth

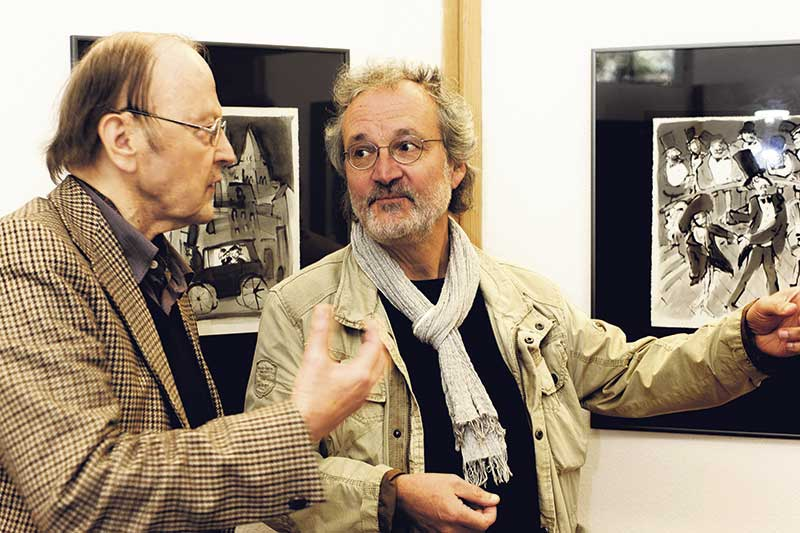
Klaus Puth (rechts) mit dem Galeristen Egbert Greven bei der Vernissage seiner Golem-Illustrationen (2015).

Klaus M. Puth (* 1952 in Frankfurt) ist ein deutscher Karikaturist und Illustrator.
Er lebt in Mühlheim am Main.

## Ausbildung
Puth absolvierte nach seinem Abitur 1972 eine zweijährige Ausbildung als Grafiker bei der Bundeswehr und studierte anschließend an der Hochschule für Gestaltung in Offenbach. Für seine Diplomarbeit Die Stadt in der Karikatur 1980 erhielt er eine Auszeichnung.

## Werdegang
Puth illustrierte über 300 Bücher für namhafte Verlage wie Arena, Scherz, Carlsen, ArsEdition, diverse Kalender bei Heyne Verlag und Dumont sowie Schulbücher für die Verlage Diesterweg, Cornelsen, Schroedel und Zeitschriften wie Pardon. Gemeinsam mit Nikolaus Bavarius gab er ein erheiterndes Buch zum Thema EDV heraus, welches bereit in der 12. Auflage vorliegt. Für den Eichborn Verlag entwickelte er die Figur der Yoga-Kühe. Freie Arbeiten sind die Illustration des Simplicissimus, Illustrationen zu den Märchen der Brüder Grimm und zu dem Roman Der Golem von Meyrinck.

## Ausstellungen (Auswahl)
- 2007: Einzelausstellung im Cartoonforum des Karikaturen Museums Basel
- 2009: Einzelausstellung zu „Simplicissimus“ im Museum Gelnhausen
- 2014: Einzelausstellung im Kunstpalais Badenweiler
- 2014: Einzelausstellung „Tono Monogatari“, Japanische Märchen im Brüder Grimm Haus in Steinau
- 2015: „Fotografie und Karikatur“ – Ausstellung in der Galerie „Das Bilderhaus“ in Frankfurt am Main
- 2015: Einzelausstellung im Haus der Stadtgeschichte, Offenbach am Main,
- 2015: Einzelausstellung in der Galerie Witzel, Mühlheim am Main
- 2016: Einzelausstellung Galerie „Schön und Bissig“, Penzberg
- 2023: FEDERLEICHT Ausstellung im Stadtmuseum Mühlheim
- 2023: „Bitte lächeln!“ Galerie „Kunstforum“, Seligenstadt

## Auszeichnungen
- 1999: Kulturpreis der Stadt Mühlheim/Main
- 2003: Studienfahrtenpreis der Heusenstamm-Stiftung
- 2023: Grimmelshausen-Preis 2023 (Sonderpreis) – zusammen mit Simone Grünewald für Illustration „Die Abenteuer des Simplicissimus“[4]